# Beata Mikołajczyk
Beata Mikołajczyk (Bydgoszcz, 15 d'octubre de 1985) és una esportista polonesa que competeix en piragüisme en la modalitat d'aigües tranquil·les.
Ha participat en tres Jocs Olímpics d'Estiu, obtenint en total tres medalles: plata a Pequín 2008 i bronze a Londres 2012 i Rio de Janeiro 2016. En els Jocs Europeus de Bakú 2015 va aconseguir una medalla de bronze.
Ha guanyat 6 medalles en el Campionat Mundial de Piragüisme entre els anys 2009 i 2014, i 16 medalles en el Campionat Europeu de Piragüisme entre els anys 2004 i 2015.

## Palmarès internacional
| Jocs Olímpics     | Jocs Olímpics             | Jocs Olímpics | Jocs Olímpics |
| Any               | Lloc                      | Medalla       | Competició    |
| ----------------- | ------------------------- | ------------- | ------------- |
| 2008              | Pequín ( R.P. de la Xina) | 2             | K2 500 m      |
| 2012              | Londres ( Regne Unit)     | 3             | K2 500 m      |
| 2016              | Rio de Janeiro ( Brasil)  | 3             | K2 500 m      |
| Campionat Mundial |                           |               |               |
| Any               | Lloc                      | Medalla       | Competició    |
| 2009              | Dartmouth ( Canadà)       | 1             | K2 1000 m     |
| 2011              | Szeged ( Hongria)         | 3             | K2 500 m      |
| 2013              | Duisburg ( Alemanya)      | 2             | K2 200 m      |
| 2013              | Duisburg ( Alemanya)      | 3             | K2 500 m      |
| 2014              | Moscou ( Rússia)          | 2             | K4 500 m      |
| 2014              | Moscou ( Rússia)          | 3             | K2 500 m      |
| Jocs Europeus     |                           |               |               |
| Any               | Lloc                      | Medalla       | Competició    |
| 2015              | Bakú ( Azerbaidjan)       | 3             | K4 500 m      |
| Campionat Europeu |                           |               |               |
| Any               | Lloc                      | Medalla       | Competició    |
| 2004              | Poznań ( Polònia)         | 2             | K1 1000 m     |
| 2005              | Poznań ( Polònia)         | 1             | K4 1000 m     |
| 2005              | Poznań ( Polònia)         | 3             | K4 500 m      |
| 2006              | Račice ( Txèquia)         | 2             | K1 500 m      |
| 2008              | Milà ( Itàlia)            | 2             | K4 1000 m     |
| 2010              | Corvera ( Espanya)        | 3             | K1 1000 m     |
| 2011              | Belgrad ( Sèrbia)         | 2             | K2 500 m      |
| 2012              | Zagreb ( Croàcia)         | 1             | K2 1000 m     |
| 2012              | Zagreb ( Croàcia)         | 3             | K2 500 m      |
| 2013              | Montemor-o-Velho ( Perú)  | 1             | K2 500 m      |
| 2013              | Montemor-o-Velho ( Perú)  | 1             | K2 1000 m     |
| 2014              | Brandenburg ( Alemanya)   | 2             | K4 500 m      |
| 2014              | Brandenburg ( Alemanya)   | 2             | K2 500 m      |
| 2015              | Račice ( Txèquia)         | 1             | K2 500 m      |
| 2015              | Račice ( Txèquia)         | 2             | K2 200 m      |
| 2015              | Račice ( Txèquia)         | 2             | K2 1000 m     |